# Обвинения по итогам расследования специального прокурора США (2017—2019)
Расследование специального прокурора Роберта Мюллера проводилось правоохранительными органами и контрразведкой Соединённых Штатов по вопросу действий российского правительства по вмешательству во внутренние дела Соединённых Штатов и возможного соучастия сотрудников президентской кампании Дональда Трампа в 2016 году. В первую очередь речь шла о президентских выборах 2016 года.
Специальный прокурор возбудил уголовные дела в отношении 34 человек — семи граждан США, 26 граждан России и одного гражданина Нидерландов — и трёх российских организаций. Обвинения были предъявлены в трех различных юрисдикциях: в округе Колумбия (D. D. C.), Восточном округе Виргинии (E. D. Va.), и Южном округе Нью-Йорка (S. D. N. Y.). Несколько дел были также переданы другим прокурорам, в результате чего двум лицам были предъявлены обвинения. Обвинительные заключения специального прокурора привели к обвинительным приговорам, сделкам о признании вины и тюремному заключению в нескольких случаях.

## Список обвиняемых
| Обвиняемый | Дата предъявления первого обвинения | Обвинения | Состояние дела | Юрисдикция + Обвинительное заключение |
| --- | ----------------------------------- | --- | --- | ------------------------------------- |
| Пападопулос, Джордж | 3 октября 2017                      | 1 пункт: предоставление ложных сведений | Признал вину 5 октября 2017. Приговорён к 14 дням тюремного заключения, штрафу $9,500, 200 часов общественных работ и 12 месяцам условного заключения 7 сентября 2018. Освобождён 7 декабря 2018 года по отбытии 12 дней из установленного срока в 14 дней. | D.D.C.                                |
| Гейтс, Рик | 27 октября 2017                     | 2 пункта: заговор против Соединённых Штатов и предоставление ложных сведений | Признал вину 23 февраля 2018 | D.D.C.                                |
| Гейтс, Рик | 22 февраля 2018                     | 23 пункта: содействие в подготовке к уклонению от налогов (×5), оформление ложных налоговых деклараций (×5), оформление ложных налоговых возвратов, несообщение о счетах в иностранных банках (×3), заговор в рамках банковского мошенничества (×5) и банковское мошенничество (×4) | Обвинения сняты без преюдиции 27 февраля 2018 | E.D. Va.                              |
| Манафорт, Пол | 27 октября 2017                     | 2 пункта: заговор против Соединённых Штатов и заговор с целью воспрепятствовать првосудию | Признал вину 14 сентября 2018. Приговорён к 73 месяцам тюремного заключения 13 марта 2019 | D.D.C.                                |
| Манафорт, Пол | 22 февраля 2018                     | 18 пунктов: оформление поддельных налоговых деклараций (×5), несообщение о счетах в иностранных банках (×4), заговор с целью банковского мошенничества (×5) и банковское мошенничество (×4)                                                                                         | Признан виновным по 8 пунктам, по 10 пунктам суд прекращён без вынесения вердикта 21 августа 2018. Приговорён к 47 месяцам тюремного заключения 7 марта 2019                                                                                                | E.D. Va.                              |
| Флинн, Майкл Томас | 30 ноября 2017                      | 1 пункт: предоставление ложных сведений | Признал вину 1 декабря 2017 | D.D.C.                                |
| Пинедо, Ричард | 7 февраля 2018                      | 1 пункт: мошенничество с использованием чужих личных данных | Признал вину 12 февраля 2018 Приговорён к шести месяцам тюремного заключения и шести месяцам домашнего заключения 10 октября 2018 года. | D.D.C.                                |
| Ван дер Цван, Алекс | 16 февраля 2018                     | 1 пункт: предоставление ложных сведений | Признал вину 16 февраля 2018. Приговорён к 30 дням тюремного заключения и штрафу $20,000 3 апреля 2018 Освобождён 4 июня, депортирован в Нидерланды 5 июня 2018 года.                                                                                       | D.D.C.                                |
| - Джейхун Асланов - Васильченко, Глеб - Агентство интернет-исследований | 16 февраля 2018                     | 8 пунктов: Заговор против США, заговор с целью совершения электронного мошенничестваи банковское мошенничество, а также кража личности с отягчающими обстоятельствами (×6) | Укрываются от правосудия вне американской юрисдикции. | D.D.C.                                |
| - Каверзина, Ирина - Венков, Владимир | 16 февраля 2018                     | 7 пунктов: Заговор против США и кража личности с отягчающими обстоятельствами (×6) | Укрываются от правосудия вне американской юрисдикции. | D.D.C.                                |
| - Богачёва, Анна - Бовда, Мария - Бовда, Роберт - Бурчик, Михаил - Быстров, Михаил - Александра Крылова - Подкопаев, Вадим - Полозов, Сергей - Пригожин, Евгений Викторович - Concord Catering | 16 февраля 2018                     | 1 пункт: заговор против Соединённых Штатов | Укрываются от правосудия вне американской юрисдикции. | D.D.C.                                |
| Concord Management and Consulting LLC | 16 февраля 2018                     | 1 пункт: заговор против Соединённых Штатов | Не признал вину 9 мая 2018 | D.D.C.                                |
| Килимник, Константин | 8 июня 2018                         | 2 пункта: препятствование правосудию и заговор с целью воспрепятствования правосудию | Укрываются от правосудия вне юрисдикции США | D.D.C.                                |
| - Антонов, Борис - Бадин, Дмитрий - Козачек, Николай - Лукашев, Алексей - Артём Малышев - Моргачёв, Сергей - Нетыкшо, Виктор - Потёмкин, Алексей - Ермаков, Иван - Ершов, Павел                | 13 июля 2018                        | 10 пунктов: заговор против Соединённых Штатов, кража личности с отягчающими обстоятельствами (×8) и заговор с целью отмывания денег | Укрываются от правосудия вне юрисдикции США | D.D.C.                                |
| Осадчук, Александр | 13 июля 2018                        | 11 пунктов: заговор против Соединённых Штатов (×2), кража личности с отягчающими обстоятельствами (×8) и заговор с целью отмывания денег | Укрываются от правосудия вне юрисдикции США | D.D.C.                                |
| Ковалёв, Александр | 13 июля 2018                        | 1 пункт: заговор против Соединённых Штатов | Укрываются от правосудия вне юрисдикции США | D.D.C.                                |
| Коэн, Майкл | 29 ноября 2018                      | 1 пункт: предоставление ложных сведений | Признал вину 29 ноября 2018. Приговорён к 2 месяцам тюремного заключения 12 декабря 2018 | S.D.N.Y.                              |
| Стоун, Роджер | 24 января 2019                      | 7 пунктов: препятствование правосудию, предоставление ложных сведений (×5), давление на свидетеля | Отказался признать вину 29 января 2019. Суд назначен на 5 ноября 2019. | D.D.C.                                |
| Notes 1. 2. 3. 4. 5. |                                     | | |                                       |